# Winterglätte

Zeichen 113 für Schnee- oder Eisglätte (StVO/Deutschland, bis 2013)

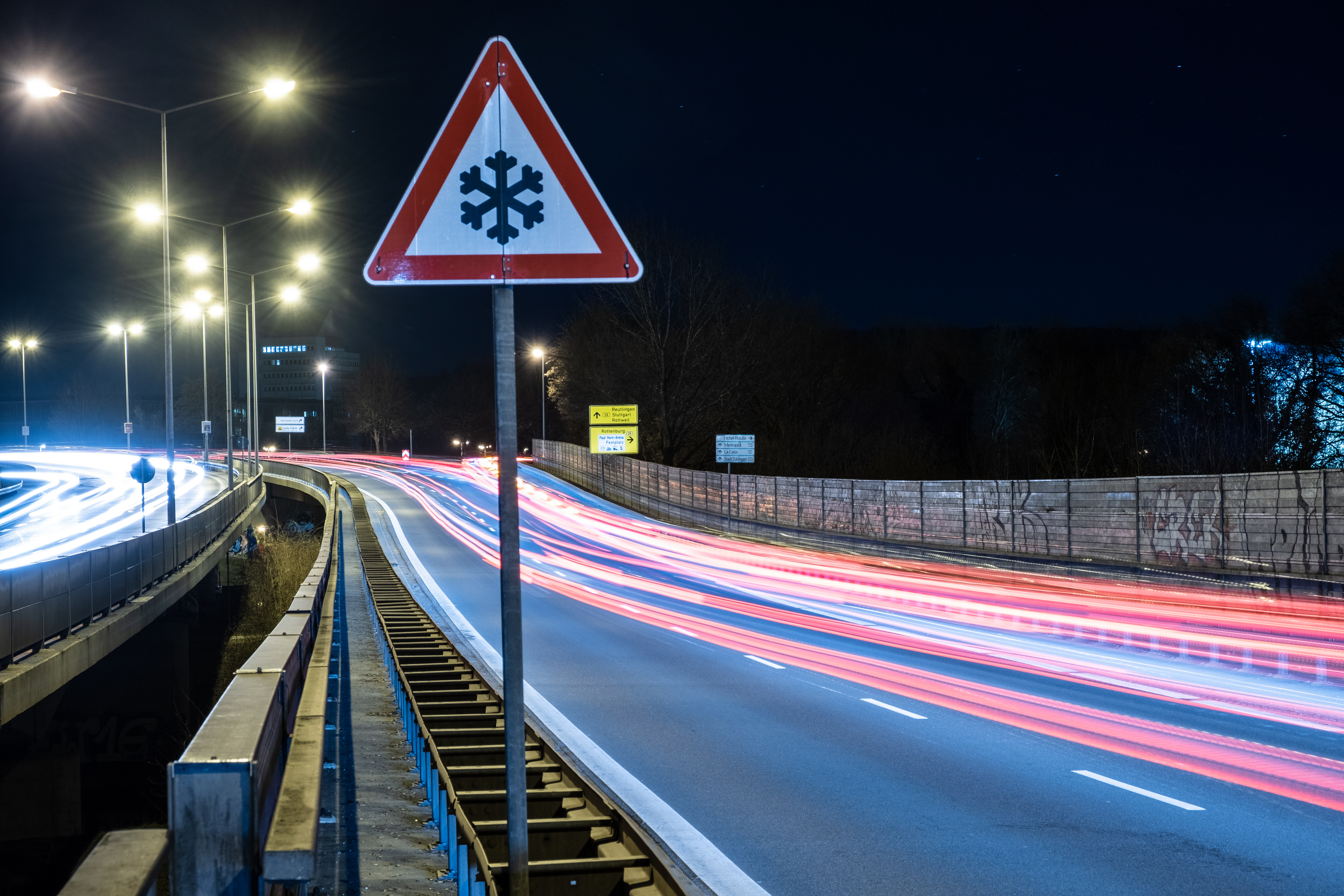
Glättegefahr-Schild in Tübingen

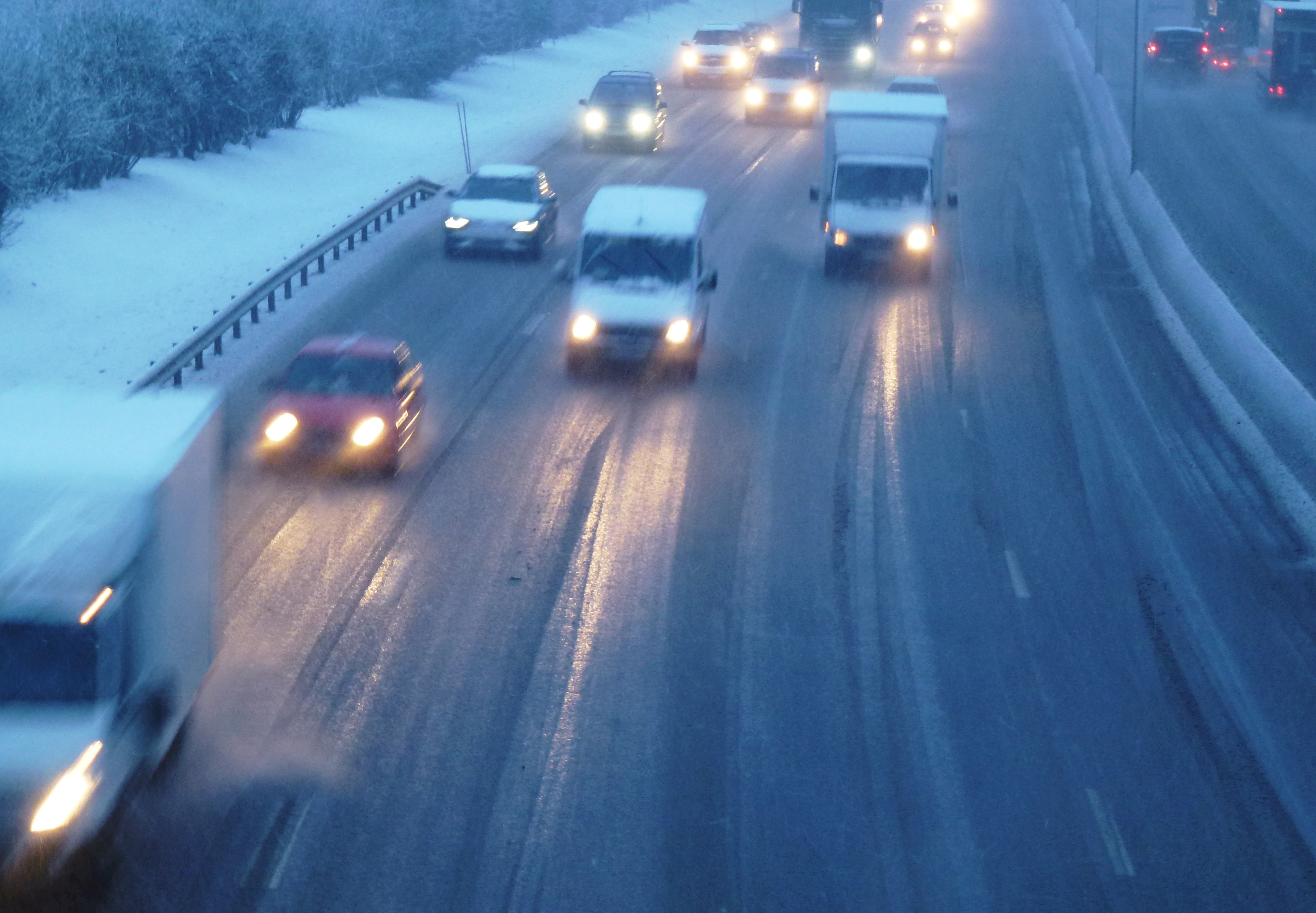
Glatte Fahrverhältnisse

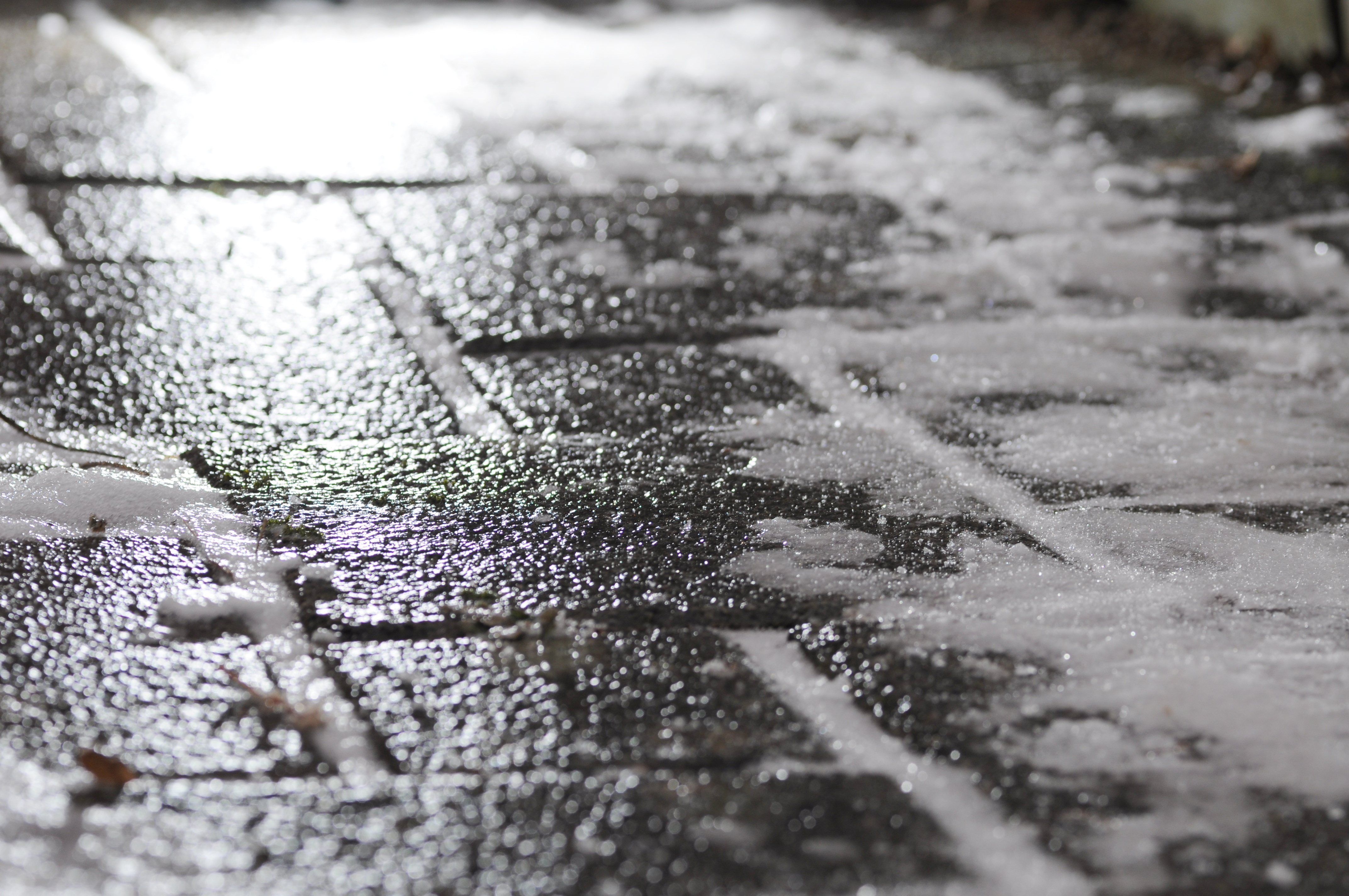
Glatteis (Klar- und Rauheis) auf einem Fußweg im Winter

Winterglätte (umgangssprachlich im Verkehr auch Straßenglätte) respektive Glatteis entsteht, wenn sich auf dem Boden eine Eisschicht oder eine andere Gleitschicht bildet. Besonders auf der Fahrbahnoberfläche und anderen Gehanlagen ist das ein großes Verkehrs- und Unfallrisiko.

## Ursachen und Formen
Für die Winterglätte gibt es verschiedene Ursachen:
- Bei Schneeglätte[1] wird bereits vorhandener Schnee durch Druck, z. B. von Autos oder Fußgängern, zu einer glatten Schicht zusammengepresst. Besonders glatt wird diese Schicht, wenn sie leicht antaut und wieder gefriert.
- Auch gefrierender Schneematsch führt zu Schneeglätte.
- Von Eisglätte[1] (überfrierende Nässe) spricht man, wenn auf der Straße vorhandenes Wasser (Pfützen) gefriert. Das kann durch einen Kälteeinbruch entstehen, sehr häufig und tückisch ist aber etwa durch die Sonne geschmolzener Schnee neben der Fahrbahn, der abends oder gar nur im Schatten wieder überfriert.
- Reifglätte entsteht, wenn die Temperatur des Straßenbelags unter dem Taupunkt liegt und somit Luftfeuchtigkeit oder Nebel anfriert. Da Brücken nachts stärker abkühlen, ist hier die Gefahr von Reifglätte besonders groß, desgleichen an anderen windausgesetzten Stellen. In den USA gibt es dafür eigens warnende Verkehrszeichen.
- Bei Eisregen, auch als Blitzeis bezeichnet, gefriert frischer Niederschlag beim Auftreffen auf dem Boden. Wenn normale Regentropfen auf dem gefrorenen Boden sofort gefrieren, wird dies als Gefrierender Regen (fachlich Rauheis) bezeichnet. Unterkühlter Regen (fachlich Klar-/Glatteis) entsteht durch unterkühlte Regentropfen, die beim Auftreffen auf den Boden schlagartig gefrieren. Der Unterschied ist, dass letzteres bei Temperaturen über Null Grad vorkommt und wesentlich schwerer vorherzusagen ist als Ersteres, weil die Ursache Minustemperaturen in höheren Luftschichten sind.
- Derselbe Effekt kann entstehen, wenn es in wenig tiefen Schnee hineinregnet, aber nicht genug, um ihn wegzuapern, etwa bei leichtem Nieselregen: Dann wandelt sich der Schnee zuerst in Harsch und dann in kompaktes Eis.
- Matschglätte kann trotz entsprechender Verkehrssicherungspflichten vor allem im ländlichen Raum auftreten, wenn nasse Bodenreste von landwirtschaftlichen Flächen auf eine Straße verbracht werden.

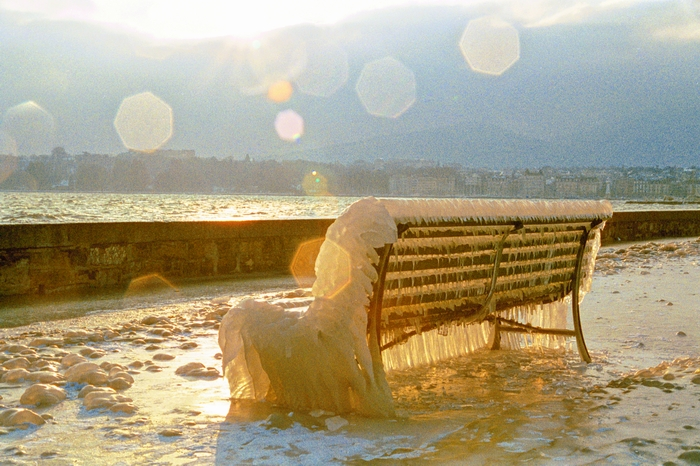
Gischteis am Genfersee nach Sturm

- Gischteis ist eine Sonderform der Küsten, hier friert bei großer Kälte und Sturm nicht Niederschlag im eigentlichen Sinne an, sondern die Brandungsgischt. Das entspricht dem Problem der Schiffsvereisung in der Seefahrt.

Außerdem gibt es Formen, die in verkehrstechnischer Betrachtungsweise als Winterglätte gelten, aber keine Eisbildung sind:
- Ungefrorener Schneematsch führt zu Rutscheffekten, wenn er sich vor blockierenden Reifen (vgl. ABS) staut und der sich dadurch bildende Keil aus Schneematsch auf der Straßenoberfläche gleitet. Diese Gefahr kann auch dann entstehen, wenn Winterdienst auf nicht ausreichend geräumten Straßenoberflächen erfolgt.
- Salzglätte entsteht, weil das hygroskopische Streusalz Feuchte aus der Luft bildet. Dann können auch apere und trocken erscheinende Straßen rutschig werden.

Allgemein beginnt die Gefahr von Winterglätte bei +4 °C. Hier beginnen moderne Fahrzeuge mit Temperatursensoren und Bordelektronik eine Glättewarnung zu geben.
Warnschilder und andere Warnhinweise befreien einen Straßenverkehrssicherungspflichtigen oder einen Verursacher von Straßenglätte nicht von der Pflicht, Straßenglätte zu bekämpfen, soweit dies rechtlich nicht anders geregelt ist. Die meisten Gemeindesatzungen verpflichten die Anlieger beziehungsweise den Winterdienst zur Beseitigung winterlicher Glätte in der Zeit von 7 bis 20 Uhr, am Wochenende morgens etwas später.
Eine Glättemeldeanlage ist eine Einrichtung zur Erfassung bzw. Prognose von Glatteis bzw. Glatteisgefahr auf Straßen. Solche Anlagen sind auf vielen hochrangigen Straßen (Schnellstraßen und Autobahnen) installiert.
Das sogenannte „Bauernglatteis“ ist eine Form der Straßenglätte, die entgegen ihrem Namen nichts mit Eis im Sinne von gefrorenem Wasser zu tun hat, sondern durch Straßenverunreinigungen verursacht wird.